# Håvesta ekhage
Håvesta ekhage är ett naturreservat i Lekebergs kommun i Örebro län.
Området är naturskyddat sedan 2001 och är 8 hektar stort. Reservatet utgörs av drumlinlandskap som används som betesmark där det växer ekar. I området finns även ett gravfält från järnåldern.